# Iosif Hodoș

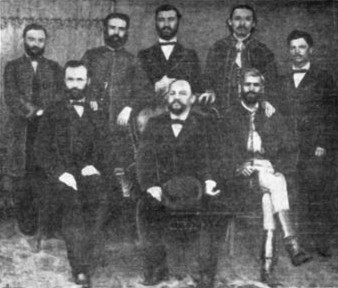
Pe scaune: Iosif Hodoș, vicecomite, deputat de Brad; Ioan Pipoș, comite suprem, Sigismund Borlea, protonotar, deputat de Hălmagiu.
În picioare: Ioan Moțiu, jude de tribunal; George Secula, vicenotar, fisc comitatens; Ioan Frâncu, fisc comitatens; Haralambie Munteanu, notar la comitat; Ioan Coșeriu, asesor.
Lipsește: Amoș Frâncu (senior), vicecomite.

Iosif Hodoș (Hodoșiu) (n. 20 octombrie 1829, Bandu de Câmpie, Mureș - d. 28 noiembrie/9 decembrie 1880, Sibiu) a fost un istoric și om politic român, avocat, publicist, membru fondator (1866) al Academiei Române. A fost unul dintre fruntașii mișcării naționale a românilor transilvăneni.
A fost căsătorit cu Ana Balint, fiica protopopului greco-catolic de la Roșia Montană, Pr. Simion Balint (n. 1810 – d. 1880), descendent al unei familii nobiliare de preoți din Vima Mică (Țara Lăpușului), prefect al Legiunii Arieșului și revoluționar român alături de Avram Iancu. A avut trei fii: Enea, Alexandru și Nerva.

## Perioada studiilor
Împreuna cu fratele său Zaheu Hodoș, cu vărul său, Alexandru Papiu Ilarian și cu frații Radu și Nicolae Popea, toți elevi la Liceul Academic Piarist din Cluj, participă la organizarea unei societăți de lectură care „prin cultivarea limbii române și a celorlalte instrumente de cultură națională, avea de scop să pregătească emanciparea politică a neamului nostru”.
Iosif Hodoș a studiat Dreptul în Italia, la Padova alături de Alexandru Papiu Ilarian și de Simion Bărnuțiu. Au trecut prin situații financiare grele și cel care i-a ajutat, cum a putut și el, a fost părintele Simion Balint care se bucură nespus de mult când, în ianuarie 1854, reușesc să-și ia doctoratul.
„Nimeni (poate nici chiar Papiu și Hodoș) nu se bucura însă mai sincer într-acestea de succesul lor ca bunul părinte Balint din Roșia Montană, care le și adresă o epistolă la 21 ianuarie 1854, spre a le arăta cât de fericită avea să fie nația românească de titlul înalt ce căpătaseră. ”— Alexandru Marcu, Simion Bărnuțiu, Al. Papiu Ilarian și Iosif Hodoș la studii în Italia, p.115 

## Activitatea politică

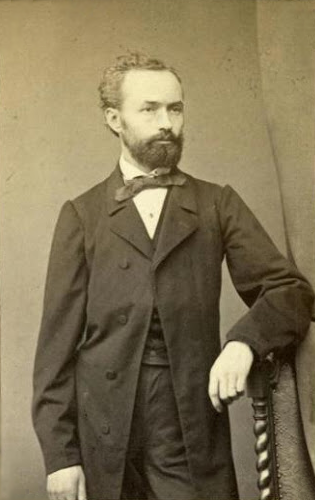
La Dieta de la Budapesta

Iosif Hodoș s-a remarcat prin activitatea sa politică. În anul 1848, când avea numai 19 ani, încredințându-i-se viceprefectura Comitatului Zarand, a participat la toate actele naționale, politice și culturale din acest ținut. Este ales secretar general al Adunării naționale de pe Câmpia Libertății de la Blaj, din 3-5 mai 1848. Ca deputat în dieta ungurească din Pesta, susține autonomia și integritatea Transilvaniei pentru care este felicitat de brașoveni, craioveni, bucureșteni și de cei de la Academia sibiană de drepturi.
Dragostea de neam l-a înflăcărat în aceeași măsură ca și pe socrul său Pr. Simion Balint. Aceasta se poate vedea din activitatea politică pe care au desfășurat-o ambii, luptând pentru drepturile românilor din Transilvania, precum și din unele fapte mărunte, dar totuși semnificative. Astfel în scrisoarea din 25 noiembrie 1858, trimisă din Viena către cei de acasă din Roșia, Iosif Hodoș și Simion Balint arată că așteptă să meargă în audiență la împărat, care era plecat, apoi Balint scrie: ...dar urâtul întru atâta ne-au cuprins, încât gândim că nu vom mai scăpa de aici... de abia apucăm să mai devenim odată la mămăliguța noastră.
Între 1869-1878, pe perioada a trei mandate, Iosif Hodoș a fost deputat în Parlamentul de la Budapesta.
Se numără printre membrii fondatori ai Societății literare române, societate care se va transforma ulterior în Academia Română. Este secretar general al Academiei Române până la moarte. Ca membru al Academiei Române, Iosif Hodoș face comunicarea Literatură și bellearte, în 1868.
A publicat la Pesta, în 1871, studiul de drept intitulat Românii și constituția Transilvaniei. Din însărcinarea Academiei Române, a tradus și editat operele lui Dimitrie Cantemir Descriptio Moldaviae și Istoria Imperiului Otoman.
A colaborat la Revista Carpaților editată de Gheorghe Sion în 1861 și la Foaie pentru minte, inimă și literatură, periodic ce apare ca supliment al Gazetei de Transivania, aflată„ sub conducerea lui George Barițiu. A fost invitat să ocupe Catedra de limbă și literatură română la Academia din Iași.